# NEXUS (carte)

Logo NEXUS

NEXUS est un programme conjoint de contrôle frontalier accéléré pour des voyageurs considérés dignes de confiance, géré par l'Agence des services frontaliers du Canada et le Service des douanes et de la protection des frontières des États-Unis. Il est conçu pour les voyageurs préautorisés et à faible risque. Les participants au programme peuvent éviter l'attente aux points d'entrée frontaliers en utilisant les voies réservées aux postes frontaliers terrestres au Canada et aux États-Unis (y compris en provenance du Mexique), en utilisant les bornes libre-service dans les aéroports du Canada, des États-Unis et de certains pays internationaux, ou en téléphonant aux agents des services frontaliers pour une entrée maritime. La carte de membre NEXUS est un document valide au titre de l'Initiative relative aux voyages dans l'hémisphère occidental (IVHO) ; elle peut donc remplacer un passeport, y compris par avion pour les vols entre les États-Unis et le Canada. Il est toutefois recommandé d'avoir un passeport valide, dans les rares cas où un vol est dérouté vers un aéroport non couvert par NEXUS.

## Histoire
NEXUS a été introduit en 2000 à titre de projet pilote au poste frontalier de Port Huron–Sarnia afin de réduire la congestion routière. À l'époque, la traversée sans délai était offerte par deux programmes indépendants : Port Pass, pour la traversée vers les États-Unis, et CanPass, pour ceux qui entraient au Canada. Les agents des douanes ont commencé à accepter les demandes NEXUS en octobre 2000, et le programme a commencé a être opérant le 28 novembre 2000, en utilisant une voie réservée au pont Blue Water. L'intérêt pour le programme était très élevé, avec 550 demandes approuvées et 2 000 demandes au total au cours de la période de huit semaines précédant ce jour. Le programme pilote devait durer six mois, après quoi il devait être soumis à une évaluation par un tiers indépendant,. À la suite des attentats du 11 septembre 2001, les voies NEXUS ont été fermées et les demandes suspendues pendant la mise en œuvre des mesures de sécurité associées à la Déclaration sur la frontière intelligente . Les voies NEXUS sur le pont Blue Water ont rouvert en décembre 2001,.
| Lecture complémentaire : |
| --- |
| Allocution du président et du premier ministre Chrétien sur les frontières intelligentes entre les États-Unis et le Canada – 9 septembre 2002 - en anglais |

NEXUS a été officiellement lancé en septembre 2002 en même temps que le programme d'échanges rapides et sécurisés (FAST) lors d'une annonce conjointe du président George W. Bush et du premier ministre Jean Chrétien tenue au pont Ambassador.

## Admissibilité
Pour être admissible au programme, un candidat doit être citoyen ou résident permanent du Canada ou des États-Unis, ou citoyen mexicain tout en étant membre de Viajero Confiable. Les résidents permanents des États-Unis ou du Canada peuvent être tenus de résider dans leur pays respectif pendant trois ans avant de présenter une demande d'adhésion au programme NEXUS. L'exigence préalable de résider dans l'un ou l'autre pays pendant trois ans a été supprimée pour permettre aux citoyens canadiens et américains vivant à l'étranger, ainsi qu'à ceux qui sont récemment revenus, de présenter une demande d'admission,. Les candidats doivent également être légalement admissibles au Canada et aux États-Unis, s'être conformés aux réglementations d'immigration et de douane lors de leurs précédents voyages et se soumettre à une vérification des antécédents criminels. De plus, si le candidat a moins de 18 ans, les deux parents doivent fournir leur consentement écrit ou assister à l'entrevue,.

## Processus de candidature

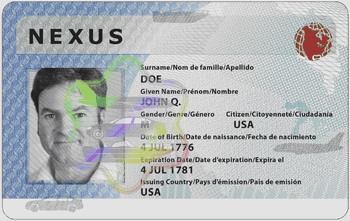
Exemple de carte NEXUS

Les demandes NEXUS se font en ligne sur le site web du Service des douanes et de la protection des frontières des États-Unis. Avant octobre 2024, les frais de dossier s'élevaient à 50 $ US. À compter du 1er octobre 2024, les frais de dossier sont de 120 $ US, mais ils sont supprimés pour les demandeurs de moins de 18 ans.
Les candidats sont examinés en fonction de leur citoyenneté et de leur statut d'immigration, et leurs antécédents criminels et leurs correspondances positives avec le Federal Bureau of Investigation (FBI) des États-Unis, le Service canadien du renseignement de sécurité (SCRS), la Gendarmerie royale du Canada (GRC), la liste d'interdiction de vol et de terrorisme d'Interpol, les bases de données des Nations Unies. Les candidats qui passent avec succès la sélection initiale reçoivent une « approbation conditionnelle » et doivent ensuite être interviewés en personne par des agents de l'Agence des services frontaliers du Canada et du Service des douanes et de la protection des frontières des États-Unis (généralement l'un immédiatement après l'autre ou en même temps). Autrement dit, les membres doivent interviewer les deux agences (contrairement à Global Entry, un autre programme de voyageurs dignes de confiance via le Service des douanes et de la protection des frontières des États-Unis uniquement). Un entretien ne garantit pas l'acceptation finale, même si le candidat a reçu une approbation conditionnelle. Après l'approbation finale, les membres reçoivent par la poste une carte NEXUS compatible RFID, valide cinq ans à compter de la date d'anniversaire du candidat suivant l'émission de la carte. Le renouvellement a généralement lieu six mois avant l'expiration, et certains membres peuvent être sélectionnés pour passer un autre entretien afin de vérifier qu'ils sont toujours admissibles au programme.
Peu après l’annonce de l’obligation, d’ici 2009, d’un document conforme au WHTI pour tous les voyageurs, le CBP et l’ASFC ont déclaré vouloir simplifier le renouvellement des adhésions au programme NEXUS. Les entrevues seront désormais supprimées pour les membres dont les renseignements demeurent inchangés et qui conservent leur statut de faible risque. Les autorités américaines et canadiennes ont également lancé des campagnes d’inscription accélérée et un plan de sensibilisation visant à augmenter le nombre de participants au programme.

## Utilisation aux frontières
Les titulaires de carte NEXUS bénéficient généralement d’un passage accéléré aux postes frontaliers canadiens et américains disposant des voies NEXUS, Ready ou SENTRI. Toutefois, bien qu’ils soient considérés comme des voyageurs de confiance, ils demeurent soumis aux contrôles d’immigration et de douane habituels et peuvent faire l’objet d’une inspection secondaire. Cela s’applique à tous les postes frontaliers, quel que soit le programme de voyageurs de confiance auquel ils sont inscrits.

### Entrer au Canada par voie terrestre

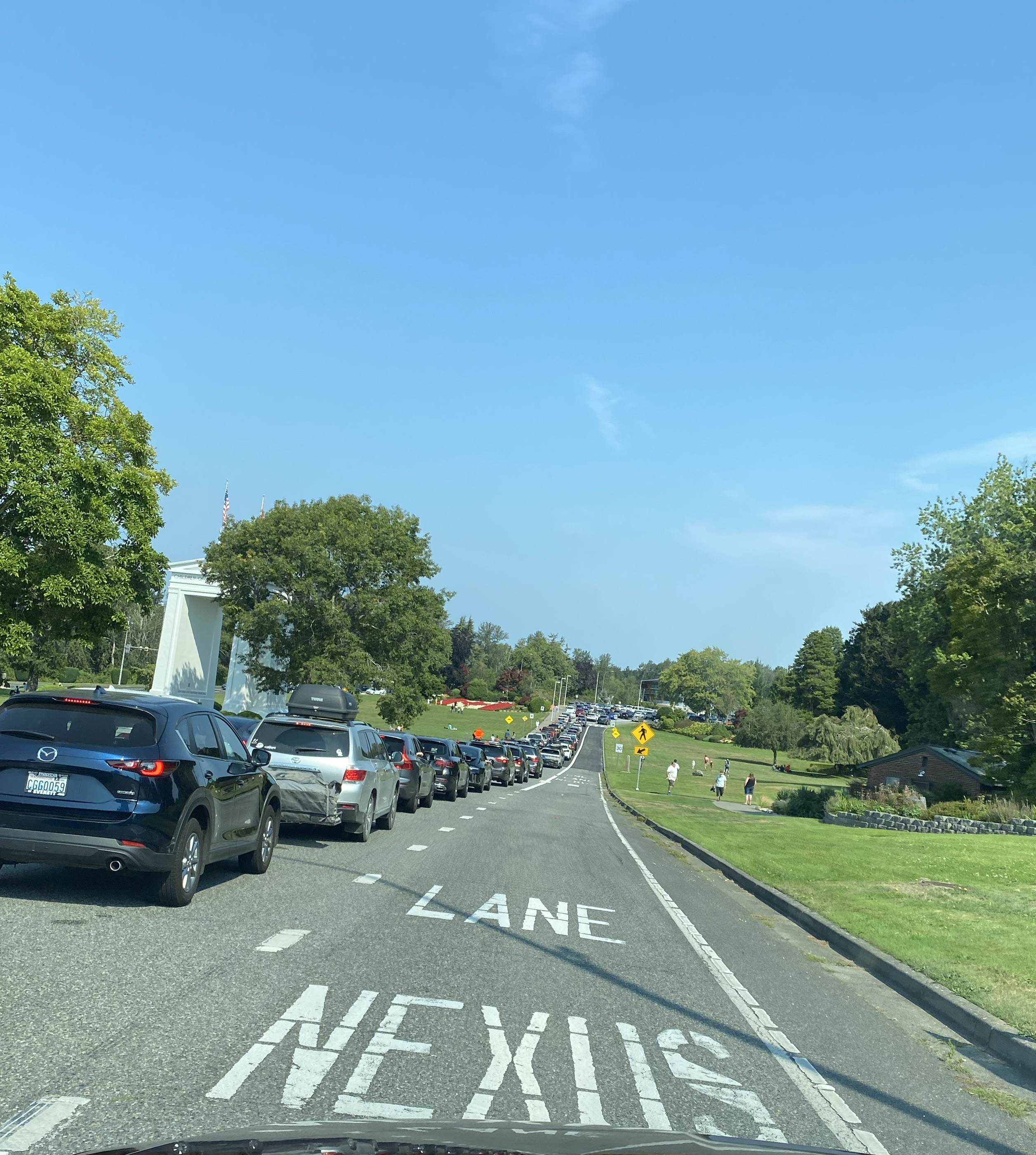
Une voie NEXUS au poste frontalier de Peace Arch

Les postes frontaliers participants disposent généralement d'une voie réservée exclusivement aux voyageurs NEXUS, et certains en réservent une deuxième au besoin. Un véhicule ne peut emprunter la voie NEXUS que si tous ses passagers (y compris les enfants) sont titulaires d'une carte NEXUS valide et qu'aucun objet ne nécessitant une déclaration douanière spéciale ou le paiement de droits de douane n'est importé au Canada (voir ci-dessous). Les membres peuvent également emprunter les voies réservées aux voyageurs entrant aux États-Unis en provenance du Canada ou du Mexique.

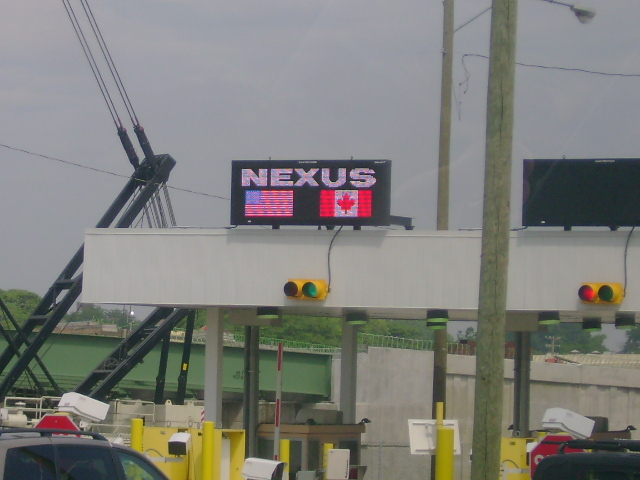
Une voie NEXUS du côté américain du pont Ambassador

### Entrer aux États-Unis par voie terrestre
Les cartes NEXUS sont valables pour les voies réservées aux postes frontaliers terrestres vers les États-Unis en provenance du Canada et du Mexique.
Le long de la frontière mexicaine, les membres NEXUS peuvent utiliser les voies d'inspection rapide du réseau électronique sécurisé pour les voyageurs (SENTRI) pour entrer aux États-Unis par voie terrestre, mais doivent voyager dans un véhicule approuvé et immatriculé (SENTRI exige que les membres enregistrent leurs véhicules dans le programme, ce qui implique une inspection approfondie par le CBP, tandis que NEXUS n'a pas une telle exigence). Que le voyageur soit dans un véhicule approuvé ou non, la carte NEXUS est un document conforme à la WHTI et peut être utilisée dans n'importe quelle voie standard du Mexique vers les États-Unis comme preuve d'identité et de citoyenneté. Les piétons peuvent emprunter les voies SENTRI dédiées pour une entrée accélérée aux États-Unis depuis Tijuana au poste frontière de San Ysidro.

### Articles autorisés dans une voie NEXUS
- Alcool dans le cadre des droits personnels du voyageur (le voyageur doit être hors du pays de résidence pendant 48 heures)
- Produits du tabac portant la mention « Canada-Droits acquittés »
- Cadeaux jusqu'à 60 $ chacun (au Canada) ou jusqu'à 100 $ au total (aux États-Unis)
- Toute quantité raisonnable d'effets personnels

## Utilisation dans les aéroports

### Canada
Les participants au programme NEXUS entrant au Canada de n'importe où dans le monde peuvent utiliser une borne NEXUS pour faire leurs déclarations douanières. À l'origine, NEXUS utilisait la lecture de l'iris pour l'authentification dans ces bornes, mais depuis l'automne 2019, cette lecture a été remplacée par la reconnaissance faciale. Si l'ASFC ne possède pas de numérisation faciale, l'utilisateur sera invité à numériser son passeport et son visage pour une utilisation ultérieure.
Les citoyens américains et canadiens peuvent voyager entre les États-Unis et le Canada en utilisant leur carte NEXUS, sans avoir besoin d'un passeport.
NEXUS permet aux voyageurs en provenance de nombreux aéroports canadiens, même sur des vols intérieurs, de contourner la file d'attente habituelle au contrôle de sécurité et d'utiliser une file d'attente accélérée pour voyageurs de confiance. À compter du 21 juin 2023, le nouveau programme Voyageur vérifié de l'ACSTA a introduit des avantages supplémentaires en matière de contrôle de sécurité pour les membres NEXUS.

### États-Unis
NEXUS s'inscrit dans le cadre du programme américain Global Entry pour des formalités douanières et d'immigration accélérées. Il permet également aux utilisateurs d'utiliser le TSA PreCheck (sans demande distincte) pour des contrôles de sécurité accélérés à l'aéroport. Cet avantage n'est pas garanti, toutes les personnes sont soumises à un contrôle de sécurité et peuvent être sélectionnées aléatoirement pour les files de sécurité standard (bien qu'en pratique, une telle sélection soit rare).

#### Entrée mondiale aux États-Unis
Tous les membres NEXUS peuvent utiliser leur carte NEXUS aux bornes Global Entry, quelle que soit leur provenance. Cependant, les services de carte NEXUS ne sont disponibles que dans les zones de précontrôle au Canada ; dans les autres zones, un passeport ou une carte de résident permanent des États-Unis est requis. Les personnes utilisant une borne Global Entry n'ont pas besoin de remplir une carte de déclaration douanière : celle-ci est remplie numériquement sur la borne (une option « non à tout/rien à déclarer » apparaît sur la borne GE, ce qui permet de gagner encore plus de temps, le cas échéant). Si le membre doit voir un agent d'immigration, il bénéficie de privilèges de première ligne (comme pour tous les membres Global Entry).
Les voyageurs titulaires d'un passeport valide ne sont pas tenus d'utiliser la carte NEXUS au kiosque, mais il est conseillé de la conserver sur eux. L'utilisation des services Global Entry est gratuite et peut être utilisée pendant toute la durée de l'adhésion NEXUS.
Les citoyens canadiens et américains voyageant entre le Canada et les États-Unis peuvent utiliser une carte NEXUS au lieu d'un passeport, car une carte NEXUS est un document conforme à la WHTI. Cependant, les citoyens canadiens munis uniquement d'une carte NEXUS ne peuvent utiliser que les bornes Global Entry dans les aéroports canadiens désignés avec précontrôle américain, qui sont énumérés ci-dessous et comprennent les bornes libre-service Global Entry, :

#### TSA PreCheck
Les citoyens canadiens et américains ainsi que les résidents permanents des États-Unis qui sont membres NEXUS peuvent utiliser TSA PreCheck sur toutes les compagnies aériennes participantes, pour l'enregistrement sur les vols internationaux et intérieurs aux États-Unis, en saisissant le numéro PASS ID / KTN (Known Traveler Number) des douanes et de la protection des frontières de leur carte NEXUS dans leurs informations de réservation de vol ou dans leur compte de voyageur fréquent. Veuillez noter que cela ne s'applique qu'aux vols au départ des États-Unis et à certains aéroports dotés d'installations de précontrôle américaines (comme au Canada et en Irlande). En d'autres termes, les personnes soumises à un contrôle sur un vol étranger à destination des États-Unis ou du Canada n'ont pas droit à un contrôle accéléré (sauf si elles sont membres d'un programme conjoint, comme ceux offerts en Corée du Sud, en Australie, etc.).

## Statut juridique de la carte NEXUS
Aux États-Unis, une carte de voyageur fiable comme NEXUS constitue un document sécurisé valide au regard de l’Initiative relative aux voyages dans l’hémisphère occidental (WHTI) et peut être utilisée seule pour revenir des États-Unis depuis le Canada, y compris par voie aérienne dans le cas de NEXUS. Bien qu’elle établisse une présomption de nationalité, ni la législation américaine ni canadienne ne la reconnaît comme preuve complète de citoyenneté. Toutefois, les cartes NEXUS délivrées depuis septembre 2010 sont acceptées comme preuve de citoyenneté pour les citoyens canadien ou américain, ce qui dispense le titulaire d’avoir un passeport en sa possession.
Les cartes de membre NEXUS et EXPRES sont reconnues comme pièces d’identité et preuves de citoyenneté à l’entrée au Canada, tant aux points d’entrée terrestres que maritimes. Ainsi, les citoyens canadiens et américains titulaires d’une carte valide ne sont plus tenus de présenter d’autres documents, tels qu’un passeport ou un certificat de naissance, lorsqu’ils entrent au Canada par voie terrestre ou maritime, même s’ils n’utilisent pas une voie réservée NEXUS ou EXPRES.
Les membres NEXUS et FAST qui ne sont pas citoyens du Canada ou des États-Unis doivent toujours voyager avec un passeport et une preuve de résidence permanente, et doivent les présenter en même temps à l'agent examinateur.
Pour la vérification de l'emploi du formulaire I-9, une carte NEXUS est un document d'identité de la liste B acceptable en tant que carte d'identité délivrée par une agence fédérale.